# 斯尼米爾斯 (密蘇里州)
斯尼米爾斯（英語：Sni Mills）是位於美國密蘇里州傑克遜縣的非建制地區。

## 歷史
斯尼米爾斯的郵局於1871年設立，其後於1902年停運。

## 地理
斯尼米爾斯所處的海拔為高於海平面258米（即846英呎），而該地所採用的時區為UTC-6，即北美中部時區（CST）。同時該地設有夏令時間，為UTC-6調快一小時，即UTC-5（CDT）。